# Siegfried Loose
Siegfried Loose (* 23. Juni 1915 in Berlin; † 12. Mai 1996) war ein deutscher Politiker (CDU). Er war von 1967 bis 1979 Mitglied des Landtags von Schleswig-Holstein.

## Leben und Beruf
Siegfried Loose besuchte ein Realgymnasium und schloss die Schule mit dem Abitur ab. Er leistete anschließend Arbeitsdienst. Von 1936 an studierte er Jura an der Universität in Berlin, bis er dann ab 1937 Wehrdienst leistete. Im Jahr 1939 wurde Loose Offizier und nahm am Zweiten Weltkrieg teil. 1943 zog er sich in Nordafrika eine Verwundung zu, 1945 wurde er im Rang eines Hauptmanns entlassen. Ab 1946 arbeitete er als Volontär bei einer Aktiengesellschaft der Düngemittelbranche, ab 1955 war er als Prokurist tätig.
Er war verheiratet und Vater dreier Kinder.

## Politik
Loose trat 1958 in die CDU ein. In Ahrensburg wurde er 1962 zum Stadtverordneten gewählt. Nach erfolgreicher Wiederwahl im Jahr 1966 wurde er Vorsitzender des Finanzausschusses und zweiter stellvertretender Bürgervorsteher der Stadt.
Bei den Landtagswahlen in den Jahren 1967, 1971 und 1975 wurde Loose jeweils als Direktkandidat der CDU im Wahlkreis 44 (Ahrensburg) in den schleswig-holsteinischen Landtag gewählt, er war Abgeordneter vom 16. Mai 1967 bis zum 26. Mai 1979. Während seiner Zeit im Landtag übte er von Mai 1967 bis April 1969 für die CDU das Amt des stellvertretenden Fraktionsvorsitzenden aus, von 1971 bis 1975 war er Fraktionsvorstandsbeisitzer. Neben weiteren Ausschussmitgliedschaften war er zwischen 1968 und 1970 Vorsitzender des Sonderausschusses „Anhörung der Jugend“, in der sechsten Legislaturperiode stellvertretender Vorsitzender des Ausschusses für Arbeit und Aufbau und in der siebten und achten Legislaturperiode stellvertretender Vorsitzender des Landesplanungsausschusses.
Ihm wurde im Jahr 1975 das Bundesverdienstkreuz am Bande verliehen.